# اسکیدوی لیک (میشیگان)
اسکیدوی لیک (به انگلیسی: Skidway Lake) یک منطقهٔ مسکونی در ایالات متحده آمریکا است که در شهرستان اوگما واقع شده‌است. اسکیدوی لیک ۳۰٫۲ کیلومتر مربع مساحت و ۳٬۳۹۲ نفر جمعیت دارد و ۲۴۳ متر بالاتر از سطح دریا واقع شده‌است.